# Konstanty Gorski
Konstanty Antoni Gorski (Lida (Belarús), 13 de juny, 1859 - 31 de maig de 1924, Poznań) va ser un compositor, violinista, organista i professor de música polonès.

## Biografia
Va començar els seus estudis a Grodno, i després es va traslladar a la Primera Escola Filològica de Vílnius. Va rebre la seva educació musical a l'Institut de Música Apolinary Kątski de Varsòvia i al Conservatori de Sant Petersburg. El 1881, es va graduar a la classe de violí del famós violinista i professor hongarès Leopold Auer (va rebre una gran medalla de plata i la dignitat d'un "artista alliberat"), i l'any següent - de la classe del famós compositor rus Nikolai Rimski-Kórsakov amb qui va estudiar composició i instrumentació. L'any 1890, després d'un viatge de vuit anys per Rússia i Geòrgia, per Penza, Saratov i Tiflis (actual Tbilisi), Konstanty Gorski va arribar a Kharkov i es va quedar aquí durant 29 anys.
Aquest període de la vida del compositor va ser un moment d'ensenyament actiu a l'Escola Secundària de Música de Kharkov, activista social (entre d'altres, va ser un dels fundadors de la Societat Cultural "Casa Polonesa" de Kharkov), director d'una orquestra simfònica i ell va fundar el cor polonès i de l'Església, així com un violinista estimat pel públic i un intèrpret de les seves obres apreciat per altres compositors (Txaikovski li tenia un gran respecte, considerant a K. Gorski un dels millors intèrprets del seu Concert per a violí en re) major.
Els canvis polítics i econòmics a l'Imperi Rus, principalment l'esclat de la Revolució d'Octubre el 1917, van influir significativament en la vida de Konstanty Gorski. En les condicions de l'aproximació de la guerra civil, en no veure la possibilitat de continuar la seva activitat artística a Kharkov, K. Gorski i la seva família van tornar a la Polònia lliure. Primer a Varsòvia, on va treballar com a taper als cinemes "Colosseum" i "Wudewil", i després a Poznań, on va ocupar el càrrec de concertino de l'orquestra del Gran Teatre, càrrec que va ocupar fins al final de la seva vida. Després de la mort del compositor, la seva òpera Margier es va representar a l'escenari de l'Òpera de Poznań el 1927. En el període d'entreguerres, també es van representar altres obres seves, com ara: Missa Solemnis en mi bemoll major (entre d'altres pel Cercle de cant Stanisław Moniuszko de Poznań), el poema simfònic El cercle encantat i l'orgue fantasia en fa menor (interpretat per primera vegada l'any 1920 per Antoni Karnaszewski a la Filharmònica de Varsòvia, tres anys més tard, durant les celebracions de Copèrnic a la Universitat de Poznań, Feliks Nowowiejski. La fantasia d'orgue de K. Gorski es representa fins avui amb un èxit infatigable).

## Obres seleccionades
- Fantasia d'orgue en fa menor;[2][3] considerada una de les millors obres de la literatura orgue romàntica tardana polonesa, "digna i potser fins i tot superior a les millors obres de Mieczysław Surzyński i Feliks Nowowiejski";[4]
- Dues misses: La menor i Missa Solemnis en mi bemoll major;
- més de 100 cançons, incloses 12 cançons amb lletra de M. Konopnicka, italià Syrokomli, Zd. Dębicki et al. per a m-soprano o tenor amb acompanyament de piano, publicat el 1914, "Singing of the Insurgents" (per a cor mixt) [en:] Nowy piewnik polski / Nowowiejski Feliks, Poznań [etc.] 1924, així com cançons religioses, entre d'altres. Ave Maria, Salve Regina,[5] Salutation a la Sainte Vierge,[6] Зряще мя безгласна[7] (Cançó de dol ortodoxa per a cor mixt a capella);
- poemes simfònics: On Olimpie basat en la novel·la d'Henryk Sienkiewicz, El cercle màgic, basat en el conte de fades de Lucjan Rydel;
- dues òperes: Margier - una òpera en tres actes, basada en un poema de Władysław Syrokomla (reducció per a piano publicada a Sant Petersburg el 1905) i Za chlebem - una òpera en dos actes basada en una novel·la de Henryk Sienkiewicz;
- Peces per a violí i piano: Souvenir de Nadrzecze. Premiere Mazurka, Petite Etude – Spiccato, Seconde Mazourka, sur des chants polonais, Aria, Gavotte, Romance, 3-leme Mazourka, 1-ere Polonaise de Concert in D major, 2-de Polonaise de Concert in A major, Poeme Lyrique (publicat per D.Rahter a Leipzig)